# بيرام ولد عبيدي
بيرام ولد الداه ولد عبيدي (مواليد 12 يناير 1965) حقوقي وسياسي ونائب برلماني موريتاني، حل في المرتبة الثانية في الانتخابات الرئاسية في البلاد ثلاث مرات متتالية (2014 و2019 و2024)، ويرتكز نضاله وخطابه السياسي على محاربة العبودية ومخلّفاتها في البلاد من خلال رئاسته لما يسمى "مبادرة انبعاث الحركة الانعتاقية" (المشهورة باسم «إيرا»).
وهو مدافع عن حقوق الإنسان في موريتانيا، و رئيس مبادرة المقاومة من أجل الانعتاق  التي اشتهرت في السنوات الأخير من خلال دفاعها عن قضايا العبودية، وهو كذلك عضو في كثير من المنظمات الداخلية والدولية الناشطة في هذا المجال.
دخل بيرام التاريخ السياسي الموريتاني ناشطا في الحزب الجمهوري تسعينيات القرن الماضي مقربا من ولد منيه، ليظهر بعد ذالك داعما قويا للمرشح الرئاسي الزين ولد زيدان وجماعته السياسية، ليتفاجئ الجمهور بعد ذالك بتبنيه لقضية العبودية في موريتانيا 2007.
ويعرف عن بيرام دفاعه عن حقوق الإنسان وقضايا العبيد السابقين، وقد حصل في في مدينة فايمار الألمانية على جائزة.
وقد أثار إحراقه لمجموعة من الكتب الدينية التي تحتوي على علوم كثيرة من ضمنها الفقه في المذهب المالكي يوم الجمعة 27 أبريل (نيسان)2012 في حي الرياض بنواكشوط موجة من الغضب والاستنكار لدى الشارع الموريتاني.